# Obliźniak (przystanek kolejowy)
Obliźniak – dawny przystanek kolejki wąskotorowej w Obliźniaku, w gminie Poniatowa, w powiecie opolskim, w województwie lubelskim.